# Folkets demokratiska allians
Folkets demokratiska allians, l'Alliance démocratique des Peuples, var en kongolesisk motståndsgrupp mot Mobutu Sese Seko, ledd av Déogratias Bugera och ingående i paraplyorganisationen Folkets befrielsefront, AFDL under första Kongokriget.